# Duleep Singh
Maharaja Sir Duleep Singh (4 tháng 9 năm 1838 - 22 tháng 10 năm 1893), hay được gọi là Dalip Singh, và sau này được đặt biệt danh là "Hoàng tử đen của Perthshire", là Maharaja cuối cùng của đế quốc Sikh. Ông là con trai út của Ranjit Singh.